# Philautus everetti
Philautus everetti es una especie de ranas de la familia Rhacophoridae endémica de la isla de Palawan (Filipinas).
Esta especie está en peligro por la pérdida de su hábitat natural.